# Convention d'Alvensleben

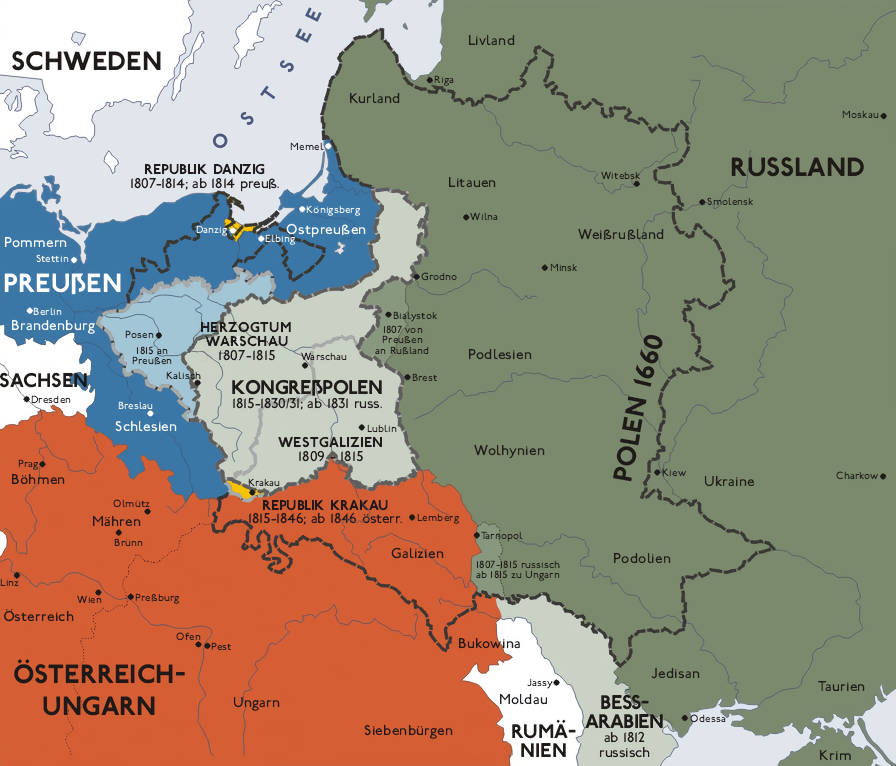
Le royaume du Congrès (vert-de-gris) et le royaume de Prusse (en bleu).

La convention d'Alvensleben est signée le 8 février 1863 par la Russie et le royaume de Prusse. Elle constitue une réponse à l'insurrection polonaise de 1861-1864 en permettant aux troupes de chacun des pays signataires de poursuivre les révolutionnaires polonais au-delà de leurs frontières respectives. Elle fut paraphée le 8 février 1863 à Saint-Pétersbourg par l'émissaire prussien Gustav d'Alvensleben et le ministre russe des Affaires Étrangères, Alexandre Gortchakov.

## L'accord
En janvier 1863, une insurrection contre le gouvernement tsariste secoua le royaume du Congrès. La Prusse fit immédiatement fermer sa frontière et mobilisa pour défendre ses provinces orientales contre ce genre de troubles. À la demande pressante du Premier ministre Otto von Bismarck, Alvensleben, aide de camp du roi de Prusse, fut dépêché auprès du tsar Alexandre II de Russie pour négocier des mesures communes à l'encontre des insurgents,. Les deux royaumes convinrent que leurs armées respectives étaient fondées à s'engager en territoire polonais pour frapper les révolutionnaires et les traîner devant les cours martiales russes,,.
Toutefois, cet accord n'entra jamais en application car de son côté la Russie réglait seule le soulèvement polonais,.

## Conséquences politiques

### Échos en Prusse

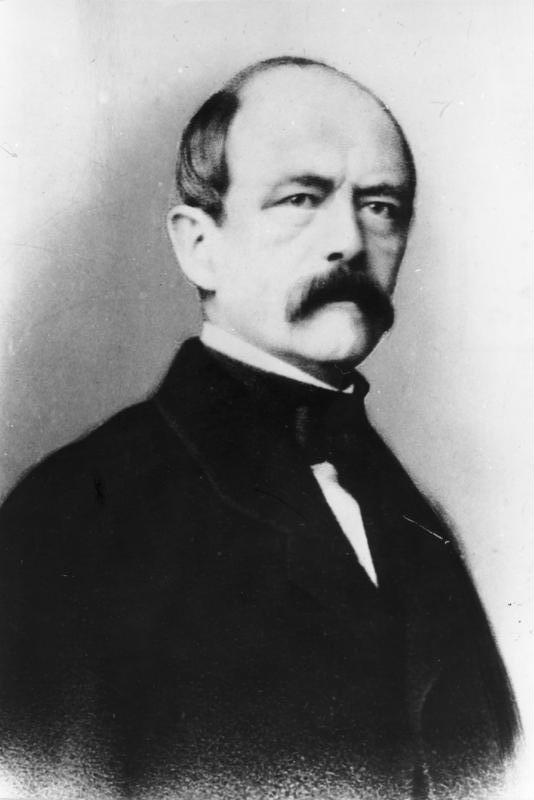
Le Premier ministre prussien Otto von Bismarck.

Bismarck qui, en septembre 1862, venait d’être nommé Premier ministre et gouvernait sans disposer de majorité stable au Parlement, fut hué par les libéraux prussiens tels Hans Victor von Unruh et Heinrich von Sybel, qui continuaient de sympathiser avec les Polonais, quoiqu'avec beaucoup moins d'emphase,,,, qu'en 1848.
Le traité déclencha finalement l'opposition du Parlement prussien : un jour que le président du Landtag l'interrompait alors qu'il s'expliquait sur sa politique polonaise, Bismarck s'écria qu'il n'en répondrait que devant le monarque et qu’« il n'avait pas à se soumettre à l'autorité disciplinaire dont le président du parlement était investi. »
La lutte entre Bismarck et la Diète se poursuivit jusqu'à ce que le 22 mai 1863 les parlementaires adressent une note des plus sèches au roi : « La Chambre des Députés n'a plus les moyens de s'expliquer avec ce ministre… Chaque nouvelle tentative de négociation ne fait que renforcer notre conviction qu'une espèce de mauvais sort divise les conseillers de la Couronne et le pays. » En conséquence, le roi finit par dissoudre la Chambre, cependant que Bismarck faisait marche arrière : à son instigation, l'émissaire russe Gortchakov démentit l'entrée en vigueur de l'accord.

### Conséquences internationales
Cette convention fut critiquée par les libéraux d'Europe de l'Ouest et déchaîna une crise diplomatique sérieuse. La Grande-Bretagne, Napoléon III et l'Autriche-Hongrie protestèrent, la France ne cachant pas ses sympathies pour les indépendantistes et allant jusqu'à suggérer le renvoi de Bismarck. L'impératrice Eugénie alla jusqu'à présenter à l'ambassadeur autrichien une carte de l'Europe sur laquelle la Pologne était indépendante et où les frontières des monarchies européennes étaient bouleversées,.
Cet accord réchauffa naturellement les relations diplomatiques entre la Russie et la Prusse, tout en éloignant la France, de par la sympathie évidente de Napoléon III envers les insurgés polonais,. Bismarck lui-même s'aperçut plus tard qu'elle constituait un atout pour obtenir la neutralité russe lors de la guerre austro-prussienne et de la guerre de 1870.